# The Deciding Kiss
The Deciding Kiss é um filme norte-americano de 1918, do gênero comédia, dirigido por Tod Browning e distribuído pela Universal Studios.

## Elenco
- Edith Roberts - Eleanor Hamlin
- Winifred Greenwood - Beulah Page
- Hallam Cooley - Jimmy Sears (como Hal Cooley)
- Hans Unterkircher - Peter Bolling (como Thornton Church)
- Lottie Kruse (como Lottie Kruze)
- Edmund Cobb (como Edwin Cobb)
- William Courtright (como William Cartwright)
- William Lloyd